# Vladikavkaz
Vladikavkáz (in russo Владикавкáз?, letteralmente "Dominatrice del Caucaso"; in osseto: Дзæуджыхъæу, Dzæudzhyhæu) è una città della Russia meridionale di 311 635 abitanti, capitale della Repubblica autonoma dell'Ossezia Settentrionale-Alania.

## Geografia fisica
Sorge sulle sponde del fiume Terek, sul versante settentrionale del Caucaso nella repubblica autonoma dell'Ossezia Settentrionale-Alania.

### Clima
| Vladikavkaz (1991-2020) Fonte: | Mesi         | Mesi         | Mesi         | Mesi         | Mesi        | Mesi        | Mesi        | Mesi        | Mesi        | Mesi         | Mesi         | Mesi         | Stagioni | Stagioni | Stagioni | Stagioni | Anno  |
| Vladikavkaz (1991-2020) Fonte: | Gen          | Feb          | Mar          | Apr          | Mag         | Giu         | Lug         | Ago         | Set         | Ott          | Nov          | Dic          | Inv      | Pri      | Est      | Aut      | Anno  |
| ------------------------------ | ------------ | ------------ | ------------ | ------------ | ----------- | ----------- | ----------- | ----------- | ----------- | ------------ | ------------ | ------------ | -------- | -------- | -------- | -------- | ----- |
| T. max. media (°C)             | 3,5          | 4,6          | 9,4          | 15,5         | 20,5        | 24,5        | 26,8        | 26,6        | 21,9        | 16,2         | 9,0          | 5,0          | 4,4      | 15,1     | 26,0     | 15,7     | 15,3  |
| T. media (°C)                  | −1,7         | −0,9         | 3,9          | 9,6          | 14,8        | 18,7        | 21,2        | 20,8        | 16,1        | 10,5         | 3,8          | −0,3         | −1,0     | 9,4      | 20,2     | 10,1     | 9,7   |
| T. min. media (°C)             | −5,2         | −4,7         | 0,0          | 5,0          | 10,2        | 14,1        | 16,6        | 16,3        | 11,7        | 6,3          | 0,3          | −3,8         | −4,6     | 5,1      | 15,7     | 6,1      | 5,6   |
| T. max. assoluta (°C)          | 21,1 (2021)  | 23,0 (1978)  | 30,3 (2008)  | 34,0 (1998)  | 37,2 (2021) | 38,0 (1990) | 37,5 (2000) | 39,2 (2006) | 38,2 (2010) | 33,5 (1998)  | 28,7 (1932)  | 27,2 (2010)  | 27,2     | 37,2     | 39,2     | 38,2     | 39,2  |
| T. min. assoluta (°C)          | −27,2 (1950) | −27,8 (1969) | −22,5 (1928) | −10,2 (1929) | −6,1 (1949) | 2,2 (1967)  | 6,4 (1912)  | 6,0 (1980)  | 0,0 (1910)  | −10,0 (1977) | −23,1 (1931) | −25,0 (1948) | −27,8    | −22,5    | 2,2      | −23,1    | −27,8 |
| Nuvolosità (okta al giorno)    | 6,5          | 6,5          | 7,2          | 7,3          | 6,9         | 6,9         | 6,6         | 6,1         | 6,1         | 6,1          | 6,4          | 6,1          | 6,4      | 7,1      | 6,5      | 6,2      | 6,6   |
| Precipitazioni (mm)            | 31           | 34           | 62           | 94           | 148         | 181         | 112         | 90          | 71          | 62           | 40           | 30           | 95       | 304      | 383      | 173      | 955   |
| Giorni di pioggia              | 4            | 4            | 10           | 16           | 18          | 19          | 16          | 14          | 14          | 13           | 10           | 6            | 14       | 44       | 49       | 37       | 144   |
| Nevicate (cm)                  | 8            | 9            | 4            | 0            | 0           | 0           | 0           | 0           | 0           | 0            | 1            | 5            | 22       | 4        | 0        | 1        | 27    |
| Giorni di neve                 | 12           | 13           | 11           | 2            | 0,2         | 0,0         | 0,0         | 0,0         | 0,0         | 1,0          | 7,0          | 10,0         | 35,0     | 13,2     | 0,0      | 8,0      | 56,2  |
| Giorni di nebbia               | 9            | 8            | 7            | 3            | 1           | 0           | 0,3         | 0,0         | 1,0         | 4,0          | 9,0          | 10,0         | 27,0     | 11,0     | 0,3      | 14,0     | 52,3  |
| Umidità relativa media (%)     | 79           | 79           | 78           | 74           | 76          | 76          | 74          | 75          | 79          | 80           | 81           | 80           | 79,3     | 76       | 75       | 80       | 77,6  |
| Ore di soleggiamento mensili   | 105          | 111          | 125          | 149          | 187         | 203         | 207         | 199         | 163         | 147          | 112          | 105          | 321      | 461      | 609      | 422      | 1 813 |
| Vento (direzione-m/s)          | S 1,4        | S 1,4        | S 1,5        | S 1,6        | S 1,6       | S 1,6       | S 1,6       | S 1,5       | S 1,4       | S 1,3        | S 1,3        | S 1,4        | 1,4      | 1,6      | 1,6      | 1,3      | 1,5   |

## Storia
La città ha avuto origine nel 1784 come avamposto militare; nella sua storia ha cambiato nome come parecchie altre città russe:
- dal 1931 al 1944 e dal 1954 al 1990 si è chiamata Ordžonikidze (in russo Орджоники́дзе?), dal nome del celebre rivoluzionario bolscevico georgiano Sergo Ordžonikidze;
- dal 1944 al 1954 ha avuto nome Dzaudžikau (in russo Дзауджика́у?), adattamento russo dell'originale toponimo osseto;
- nel 1990, pochissimo tempo dopo la dissoluzione dell'Unione Sovietica, riprese il suo vecchio nome.

Fu la capitale della Repubblica delle Montagne del Caucaso Settentrionale e per breve tempo della Repubblica Sovietica delle Montagne.
Tra il 1942 e il 1943 durante la seconda guerra mondiale fu obiettivo strategico dei tedeschi.
Nel 2024  durante l'operazione speciale in Ucraina, ha subito alcuni attacchi con droni.
Cultura
Musei
Museo Nazionale dell'Ossezia del Nord-Alania,Museo d'Arte Repubblicano dell'Ossezia del Nord M.S. Tuganov, Museo Memoriale dell'Appartamento di Kirov, Museo di Storia e Cultura Moderna dell'Ossezia del Nord, Etno Tsentr Khidikus Aul ,National Centre for Contemporary Arts North Caucasus, General Pliev House Museum, Museo della memoria storica
Teatro
Teatro dell'Opera e del Balletto della Ossezia Settentrionale, fondato nel 1957

## Economia
Da parecchio tempo Vladikavkaz ha sviluppato anche una certa struttura industriale: industrie chimiche, manifatturiere, raffinazione di idrocarburi.
Trasporti
E' collegata con la stazione ferroviaria e tramite l'aeroporto di Beslan a Mosca,tramite bus è collegata all' Ossezia Sud e alla Georgia.

## Sport
La principale squadra di calcio cittadina è l'Alanija Vladikavkaz, vincitrice del campionato russo nella stagione 1995.

## Società

### Etnie e minoranze straniere
Dati del censimento 2002:
- Osseti 59,51%
- Russi 27,59%
- Armeni 3,89%
- Georgiani 2,32%[senza fonte]